# 観光圏の整備による観光旅客の来訪及び滞在の促進に関する法律
観光圏の整備による観光旅客の来訪及び滞在の促進に関する法律（かんこうけんのせいびによるかんこうりょきゃくのらいほうおよびたいざいのそくしんにかんするほうりつ、平成20年5月23日法律第39号）は、観光圏整備計画の作成および観光圏整備事業の実施に関する日本の法律である。通称は観光圏整備法。
2008年に制定された。

## 目的
日本の観光地の魅力と国際競争力を高め、国内外からの観光旅客の来訪及び滞在を促進するためには、観光地の特性を生かした良質なサービスの提供、関係者の協力及び観光地相互間の連携が重要となっていることにかんがみ、市町村又は都道府県による観光圏整備計画の作成及び観光圏整備事業の実施に関する措置について定めることにより、観光圏の整備による観光旅客の来訪及び滞在を促進するための地域における創意工夫を生かした主体的な取組を総合的かつ一体的に推進し、もって観光立国の実現に資するとともに、個性豊かで活力に満ちた地域社会の実現に寄与すること（第1条）

## 定義
「観光圏」とは、滞在促進地区が存在し、かつ、自然、歴史、文化等において密接な関係が認められる観光地を一体とした区域であって、当該観光地相互間の連携により観光地の魅力と国際競争力を高めようとするものをいう。（第2条第1項）

## 観光圏整備基本方針
主務大臣（国土交通大臣、農林水産大臣は、観光圏の整備による観光旅客の来訪及び滞在の促進に関する基本方針を策定。

## 観光圏整備計画 観光圏整備実施計画
市町村又は都道府県は、基本方針に基づき、単独で又は共同して、当該市町村又は都道府県の区域内について、観光圏の整備による観光旅客の来訪及び滞在の促進を総合的かつ一体的に図るための計画（以下「観光圏整備計画」という。）を作成することができる（第4条）
観光圏整備事業を実施しようとする者は、共同して、国土交通大臣に対し、観光圏整備実施計画が観光圏の整備による観光旅客の来訪及び滞在の促進を適切かつ確実に図るために適当なものである旨の認定を申請することができる。（第8条）
2020年4月までに13の地域が観光圏整備実施計画認定地域として認定されている。

## 観光圏整備実施計画認定地域
観光圏整備実施計画が認定されると、次のような特例が認められる。
【農山漁村活性化プロジェクト支援交付金】（第9条）
･観光圏整備計画に、「地域間交流の拠点となる施設の整備等」（農山漁村交流促進事業）に関する事項が記載された場合において、当該観光圏整備計画を主務大臣（国土交通大臣･農林水産大臣）に送付したときは、「農林漁村の活性化のための定住等及び地域間交流の促進に関する法律」の規定による活性化計画の提出があったものとみなして、交付金の交付が可能となる。
【認定観光圏案内所】（第10条）
･観光圏整備事業者が、認定に関する情報提供の充実に関する観光案内所の運営について記載した観光圏整備実施計画を作成し、認定を受けた場合、認定観光圏案内所という名称を用いることができる。
【国際観光ホテル整備法の特例】（第11条）
･国際観光ホテル整備法の登録ホテル又は登録旅館が、チェックアウト時間の変更など、宿泊旅客のサービス改善･向上に関する宿泊約款の変更を伴う観光圏整備実施計画を作成し、認定を受けた場合、国際観光ホテル整備法に基づく届出をしたものとみなされる。
【旅行業法の特例】（第12条）
･国土交通大臣の認定を受けた滞在促進地区内の宿泊業者（ホテル･旅館等）が、観光圏内における宿泊者の旅行について、旅行業者代理業を営むことができる（観光圏内限定旅行業者代理業）。
･上記の場合には、旅行業法上の必置資格である旅行業務取扱管理者に代えて、一定の研修を修了した者を観光圏内限定旅行業務取扱管理者として選任できる。
【共通乗車船券】（第13条）
･複数の運送事業者が共同で、割引周遊切符の発行などに関する事業について記載した観光圏整備実施計画を作成し、認定を受けた場合、事業内容についてあらかじめ国土交通大臣に届け出ることにより、道路運送法や鉄道事業法など、それぞれの法律ごとに必要な届出を行ったものとみなされる。
【道路運送法の特例】（第14条）
･バス事業者が、観光圏内で路線バスの運行系統ごとの運行回数を増加させる事業について記載した観光圏整備実施計画を作成し、認定を受けた場合、道路運送法上の認可等が必要であっても、国土交通大臣に遅滞なく届出を行えばよい。
【海上運送法の特例】(第15条）
･観光圏整備事業者が、旅客定員12人以下の水上バスや遊覧船等に関する事業について記載した観光圏整備実施計画を作成し、認定を受けた場合には、海上運送法上必要な届出を行ったものとみなされる。
･一般旅客定期航路事業者が、運行日程や時刻等を変更して運行回数を増加させる事業について記載した観光圏整備実施計画を作成し、認定を受けた場合には、海上運送法上の認可等が必要であっても、国土交通大臣に遅滞なく届出を行えばよい。